# سمیون ژشیچین
سمیون ژشیچین (روسی: Семен Иванович Ржищин؛ ۱۵ فوریهٔ ۱۹۳۳ – ۲۷ دسامبر ۱۹۸۶) ورزشکار دو و میدانی اهل اتحاد جماهیر شوروی سوسیالیستی بود.